# Agrotis indistincta
Agrotis indistincta là một loài bướm đêm trong họ Noctuidae.